# 疏花红椿
疏花红椿（学名：Toona ciliata var. sublaxiflora）为楝科香椿屬下的一个变种。

## 扩展阅读
- 維基物種上的相關：疏花红椿